# Pueblo (Colorado)
Pueblo ist eine City im Pueblo County und die siebtgrößte im US-Bundesstaat Colorado mit 111.876 Einwohnern (Stand: Volkszählung 2020) und Sitz der County-Verwaltung. Die Fläche der Stadt beträgt 117,5 km². Die Stadt ist Sitz der Colorado State University – Pueblo.

## Geschichte
Ende 1842 erbauten 15 bis 20 unabhängige Indianerhändler um James P. Beckwourth ein Fort von etwa 55 × 55 m auf dem jetzigen Stadtgebiet. Es wurde später um Nebengebäude erweitert. 1854 wurde die Niederlassung von Indianern angegriffen und die meisten Bewohner getötet. 1859 erlebte die Stadt, die zeitweise auch als Independence bezeichnet wurde im Goldrausch von Colorado binnen kürzester Zeit einen gewaltigen Aufschwung. In den 1970er und 80er Jahren wurde Pueblo eine der größten stahlproduzierenden Städte in den USA.

## Söhne und Töchter der Stadt
- William Wadsworth Hodkinson (1881–1971), Filmproduzent
- John Robert Moore (1890–1973), Literaturwissenschaftler
- Walter Walford Johnson (1904–1987), Politiker
- Grant Withers (1905–1959), Hollywood-Schauspieler in Western
- Gordon L. Allott (1907–1989), US-Senator
- Stan Wagner (1908–2002), kanadischer Eishockeytorwart
- Frank DeSimone (1909–1967), Mafioso
- David Packard (1912–1996), Mitbegründer von Hewlett-Packard
- Connie Sawyer, eigentlich Rosie Cohen (1912–2018), Schauspielerin
- Frank E. Evans (1923–2010), Politiker
- Kelo Henderson, eigentlich Paul Henderson, Jr. (1923–2019), Schauspieler
- Richard Conner (1934–2019), Wasserspringer
- Raymond P. Kogovsek (1941–2017), Politiker
- Kent Haruf (1943–2014), Schriftsteller
- Rodney Wallace (1949–2013), American-Football-Spieler
- Chris McNeill (1954–2011), Skispringer
- Kelly Reno (* 1966), Filmschauspieler
- Jeff Crank (* 1967), Politiker
- Daniel Lusko (* 1983), Filmregisseur, Filmproduzent, Filmeditor, Drehbuchautor und Schauspieler

## Städtepartnerschaften
Pueblo hat fünf Partnerstädte:
- Bergamo, Italien
- Chihuahua, Mexiko
- Lucca Sicula, Italien
- Puebla, Mexiko
- Weifang, China

## Verkehr
Pueblo liegt an der Kreuzung der U.S. Highway 50 mit der Autobahn I-25.
Östlich der Stadt befindet sich der Regionalflugplatz Pueblo Memorial Airport.

## Klimatabelle
|                       | Jan  | Feb  | Mär  | Apr  | Mai  | Jun  | Jul  | Aug  | Sep  | Okt  | Nov  | Dez  |   |       |
| Mittl. Tagesmax. (°C) | 7,4  | 10,4 | 14,0 | 19,9 | 24,7 | 30,9 | 33,9 | 32,1 | 27,4 | 21,4 | 13,8 | 8,2  | ⌀ | 20,4  |
| Mittl. Tagesmin. (°C) | −9,9 | −6,9 | −3,3 | 2,1  | 7,6  | 12,3 | 16,2 | 15,0 | 10,1 | 2,6  | −4,3 | −9,2 | ⌀ | 2,7   |
|                       |      |      |      |      |      |      |      |      |      |      |      |      |   |       |
| Niederschlag (mm)     | 8,1  | 7,9  | 19,8 | 22,4 | 31,8 | 31,8 | 53,1 | 50,5 | 22,9 | 14,5 | 10,9 | 10,7 | Σ | 284,4 |
|                       |      |      |      |      |      |      |      |      |      |      |      |      |   |       |
| Regentage (d)         | 2,3  | 2,2  | 4,0  | 3,4  | 5,0  | 4,6  | 6,8  | 5,9  | 3,6  | 2,2  | 2,2  | 2,5  | Σ | 44,7  |

| −9,9 |

| −6,9 |

| −3,3 |

| 2,1 |

| 7,6 |

| 12,3 |

| 16,2 |

| 15,0 |

| 10,1 |

| 2,6 |

| −4,3 |

| −9,2 |

| −9,9 |

| −6,9 |

| −3,3 |

| 2,1 |

| 7,6 |

| 12,3 |

| 16,2 |

| 15,0 |

| 10,1 |

| 2,6 |

| −4,3 |

| −9,2 |